# Tapete de guerra
La tradición de los tapetes de guerra de Afganistán, que tuvo sus orígenes en la década de la presencia soviética en Afganistán (1979-1989), ha continuado a través de subsecuentes conflictos militares, políticos y sociales. Los fabricantes afganos de alfombras, incorporaron los dispositivos de guerra a sus diseños, casi inmediatamente después de que la Unión Soviética entrara en el país. Ellos siguieron haciéndolo hasta la actualidad, como consecuencia de los atentados del 11 de septiembre y el nacimiento de la guerra contra el terrorismo estadounidense, la cual expulsó al gobierno Talibán de Mohammed Omar de una nación que sigue manteniendo un alto nivel de conflictos civiles. Los tapetes producidos en respuesta a estos eventos, pueden bien constituir la más rica tradición mundial de arte bélico del siglo XX y el entrante.
Los términos Balochi y tapete de guerra son generalizaciones asignadas al género por los comerciantes de alfombras, galerías mercantiles, coleccionistas y críticos. La característica distintiva de este tipo de alfombrilla, es su cualidad de poder transmitir las experiencias de sus fabricantes, así como también las interpretaciones de las circunstancias bélicas, políticas y sociales de la región.

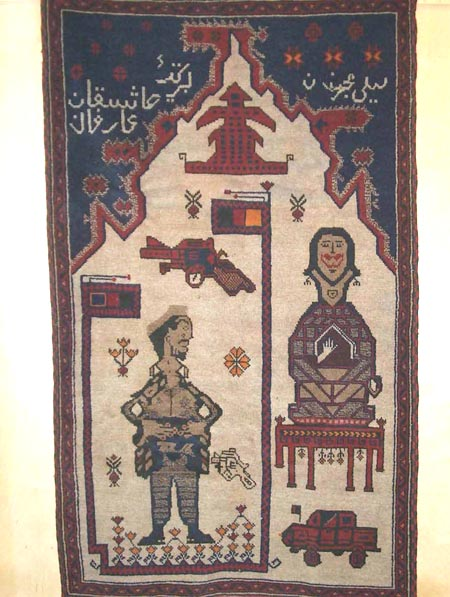
Tapete de guerra moderno ilustrando la historia de Layla y Majnún.

En el año 2000, el Gollenstein Verlag de Blieskastel en Alemania, publicó "Lebensbaum un Kaschnikow. Krieg und Frieden im Spiegel afghanischer Bildteppiche" de Juergen Wasim Frembgen y Hans Werner Mohm. Este es el primer estudio serio y detallado de cualquier índole en el campo de los llamados "tapetes de guerra" de Afganistán.